# Melodifestivalen 1974

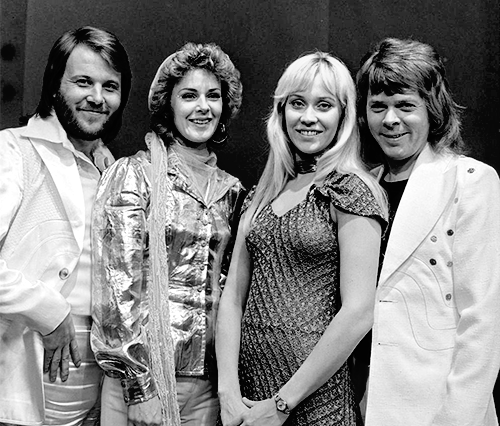
Melodifestivalen o Mello, es un festival de la canción organizado en Suecia por las empresas públicas de comunicación Sveriges Television y Sveriges Radio.

El Melodifestivalen 1974 tuvo lugar en el estudio 1 de la Radio Televisión Sueca en Estocolmo el 9 de febrero. Johan Sandström fue el presentador, mientras que la dirección de la orquesta estuvo a manos de Lars Samuelson. Tras las quejas surgidas el año anterior, se permitió que personas sin ningún tipo de formación musical pudieran formar parte de los jurados que elegían el tema vencedor.
En cada ciudad se encontraba un jurado de 15 miembros, cada uno de los cuales otorgaba 3, 2 y 1 punto a sus tres canciones favoritas, sumándose los puntos directamente a la clasificación. La victoria del grupo ABBA fue absoluta, lo que supondría el comienzo de una carrera internacional durante los años '70 y '80.
1. Lena Ericsson - "En enda jord"
2. Östen Warnerbring - "En mysig vals"?'
3. Göran Fristorp - "Jag minns dej nog"
4. Titti Sjöblom - "Fröken Ur Sång"
5. ABBA - Waterloo
6. Lasse Berghagen - "Min kärleksång till dej"
7. Inger Öst - "En grön dröm om mig"?'
8. Sylvia Vrethammar & Göran Fristorp - "En dröm är en dröm"
9. Lena Bergqvist] - "Den sista sommaren av mitt liv"
10. Glenmarks - "I annorlunda land"

| Artista                            | Luleå | Falun | Karls. | Gotem. | Umeå | Örebro | Norrk. | Malmö | Sundsv. | Växjö | Estoc. | Total | Posición |
| ---------------------------------- | ----- | ----- | ------ | ------ | ---- | ------ | ------ | ----- | ------- | ----- | ------ | ----- | -------- |
| Lena Ericsson                      | 10    | 20    | 15     | 6      | 11   | 10     | 30     | 21    | 15      | 24    | 23     | 185   | 3        |
| Östen Warnerbring                  | 5     | 0     | 0      | 0      | 0    | 0      | 0      | 4     | 1       | 0     | 0      | 10    | 10       |
| Göran Fristorp                     | 7     | 0     | 0      | 1      | 0    | 2      | 0      | 0     | 0       | 0     | 6      | 16    | 7        |
| Titti Sjöblom                      | 12    | 18    | 14     | 14     | 14   | 20     | 10     | 12    | 7       | 15    | 7      | 148   | 4        |
| ABBA                               | 26    | 27    | 24     | 35     | 41   | 26     | 34     | 16    | 32      | 24    | 17     | 302   | 1        |
| Lasse Berghagen                    | 26    | 21    | 20     | 25     | 17   | 18     | 12     | 14    | 22      | 18    | 18     | 211   | 2        |
| Inger Öst                          | 2     | 1     | 9      | 3      | 4    | 9      | 4      | 11    | 9       | 3     | 6      | 61    | 5        |
| Sylvia Vrethammar & Göran Fristorp | 1     | 0     | 0      | 5      | 0    | 1      | 0      | 9     | 3       | 4     | 8      | 31    | 6        |
| Lena Bergqvist                     | 0     | 0     | 2      | 0      | 3    | 4      | 0      | 0     | 0       | 0     | 2      | 11    | 9        |
| Glenmarks                          | 1     | 3     | 1      | 1      | 0    | 0      | 0      | 3     | 1       | 2     | 3      | 15    | 8        |